# Линия Синдзюку (Toei)
Линия Синдзюку (яп. 都営地下鉄新宿線 тоэй тикатэцу синдзюку сэн) — линия метрополитена расположенная в Токио и префектуре Тиба, принадлежащая Tokyo Metropolitan Bureau of Transportation (Toei). Линия проходит от станции Мотоявата на востоке расположенной в городе Итикава префектуры Тиба до станции Синдзюку на западе в центре Токио. От Синдзюку многие составы продолжают движение до станции Сасадзука по Новой линии Кэйо, некоторые из составов продолжают движение далее до станции Хасимото по линиям Кэйо и Сагамихара.  10 августа 2019 года была завершена установка автоматических платформенных ворот на всех станциях линии.
На картах и вывесках линия отображается салатовым цветом. Станции отмечаются значком , за которым следует двухзначный номер.

## Обзор
Ширина колеи составляет 1372 мм — для возможности сквозного сообщения с линиями Keio Corporation. Редко используемое официальное название линии "Номер 10 Линия Синдзюку" (яп. 10号線新宿線 дзю го сэн синдзюку сэнJ).
По данным Tokyo Metropolitan Bureau of Transportation, на июнь 2009 года линия была третьей по загруженности в Токио, с пиковой загрузкой на 81 % превышающей нормальную вместимость вагонов на участке между станциями Ниси-Одзима и Сумиёси.

## История
- 21 декабря 1978: Открыт участок от станции Ивамототё до станции Хигаси-Одзима
- 16 марта 1980: Введён в эксплуатацию участок от станции Синдзюку до станции Ивамототё, начало сквозного сообщения с линиями Кэйо
- 23 декабря 1983: Открыт участок от станции Хигаси-Одзима до станции Фунабори
- 14 сентября 1986: Открыт участок от станции Фунабори до станции Синодзаки
- 19 марта 1989: Открыт участок от станции Синодзаки до станции Мотоявата, строительство линии завершена.

## Список станций
- Экспрессы останавливаются на станциях отмеченных символом (●), местные поезда (local) останавливаются на каждой станции.
- Экспрессы курсируют между станциями Мотоявата и Сасадзука на линии Кэйо.
- По выходным и праздникам, два поезда в день идут до станции Такаосангути на линии Такао и один состав в день до станции Тама-Добуцукоэн на линии Добуцуэн.

| Номер станции | Станция          | Японское название | Расстояние (км) | Расстояние (км) | Express | Пересадки | Расположение | Расположение |
| Номер станции | Станция          | Японское название | Между станциями | Всего           | Express | Пересадки | Расположение | Расположение |
| ------------- | ---------------- | ----------------- | --------------- | --------------- | ------- | --- | ------------ | ------------ |
| S-01          | Синдзюку         | 新宿              | -               | 0,0             | ●       | Линия Маруноути (M-08) Линия Оэдо (E-27, Синдзюку-Нисигути: E-02) Линия Тюо, Линия Тюо-Собу, Линия Яманотэ, Линия Сайкё, Линия Сёнан-Синдзюку Линия Одавара (Одакю) Линия Кэйо, Новая Линия Кэйо (сквозное сообщение) Линия Синдзюку (Сэйбу) | Синдзюку     | Токио        |
| S-02          | Синдзюку-Сантёмэ | 新宿三丁目        | 0,8             | 0,8             | ｜      | Линия Маруноути (M-09), Линия Фукутосин (F-13) | Синдзюку     | Токио        |
| S-03          | Акэбонобаси      | 曙橋              | 1,5             | 2,3             | ｜      | | Синдзюку     | Токио        |
| S-04          | Итигая           | 市ケ谷            | 1,4             | 3,7             | ●       | Линия Тюо-Собу Линия Юракутё (Y-14), Линия Намбоку (N-09) | Тиёда        | Токио        |
| S-05          | Кудансита        | 九段下            | 1,3             | 5,0             | ｜      | Линия Хандзомон (Z-06), Линия Тодзай (T-07) | Тиёда        | Токио        |
| S-06          | Дзимботё         | 神保町            | 0,6             | 5,6             | ●       | Линия Мита (I-10) Линия Хандзомон (Z-07) | Тиёда        | Токио        |
| S-07          | Огавамати        | 小川町            | 0,9             | 6,5             | ｜      | Линия Тиёда (Син-Отяномидзу: C-12), Линия Маруноути (Авадзитё: M-19) | Тиёда        | Токио        |
| S-08          | Ивамототё        | 岩本町            | 0,8             | 7,3             | ｜      | Линия Хибия (Акихабара: H-15) | Тиёда        | Токио        |
| S-09          | Бакуро-Ёкояма    | 馬喰横山          | 0,8             | 8,1             | ●       | Линия Асакуса (Toei) (Хигаси-Нихонбаси: A-15) Линия Тюо (Бакуротё) | Тюо          | Токио        |
| S-10          | Хаматё           | 浜町              | 0,6             | 8,7             | ｜      | | Тюо          | Токио        |
| S-11          | Морисита         | 森下              | 0,8             | 9,5             | ●       | Линия Оэдо (E-13) | Кото         | Токио        |
| S-12          | Кикукава         | 菊川              | 0,8             | 10,3            | ｜      | | Сумида       | Токио        |
| S-13          | Сумиёси          | 住吉              | 0,9             | 11,2            | ｜      | Линия Хандзомон (Z-12) | Кото         | Токио        |
| S-14          | Ниси-Одзима      | 西大島            | 1,0             | 12,2            | ｜      | | Кото         | Токио        |
| S-15          | Одзима           | 大島              | 0,7             | 12,9            | ●       | | Кото         | Токио        |
| S-16          | Хигаси-Одзима    | 東大島            | 1,2             | 14,1            | ｜      | | Кото         | Токио        |
| S-17          | Фунабори         | 船堀              | 1,7             | 15,8            | ●       | | Эдогава      | Токио        |
| S-18          | Итиноэ           | 一之江            | 1,7             | 17,5            | ｜      | | Эдогава      | Токио        |
| S-19          | Мидзуэ           | 瑞江              | 1,7             | 19,2            | ｜      | | Эдогава      | Токио        |
| S-20          | Синодзаки        | 篠崎              | 1,5             | 20,7            | ｜      | | Эдогава      | Токио        |
| S-21          | Мотоявата        | 本八幡            | 2,8             | 23,5            | ●       | Линия Тюо-Собу Линия Кэйсэй (Кэйсэй-Явата) | Итикава      | Тиба         |

1. ↑  Станция Синдзюку используется и администрируется совместно с Keio Corporation.

## Подвижной состав
На линии эксплуатируются следующие типы электропоездов в виде восьмивагонных составов:
- Toei
  - 10-300 series (на основе JR E231 series)
  - 10-300R series (головной вагон построен по принципу 10-300, промежуточные 10-000)
  - 10-000 series
- Keio Corporation (смотрите Keio Corporation#Подвижной состав)
  - 9000 series, тип 9030
  - 6000 series, тип 6030

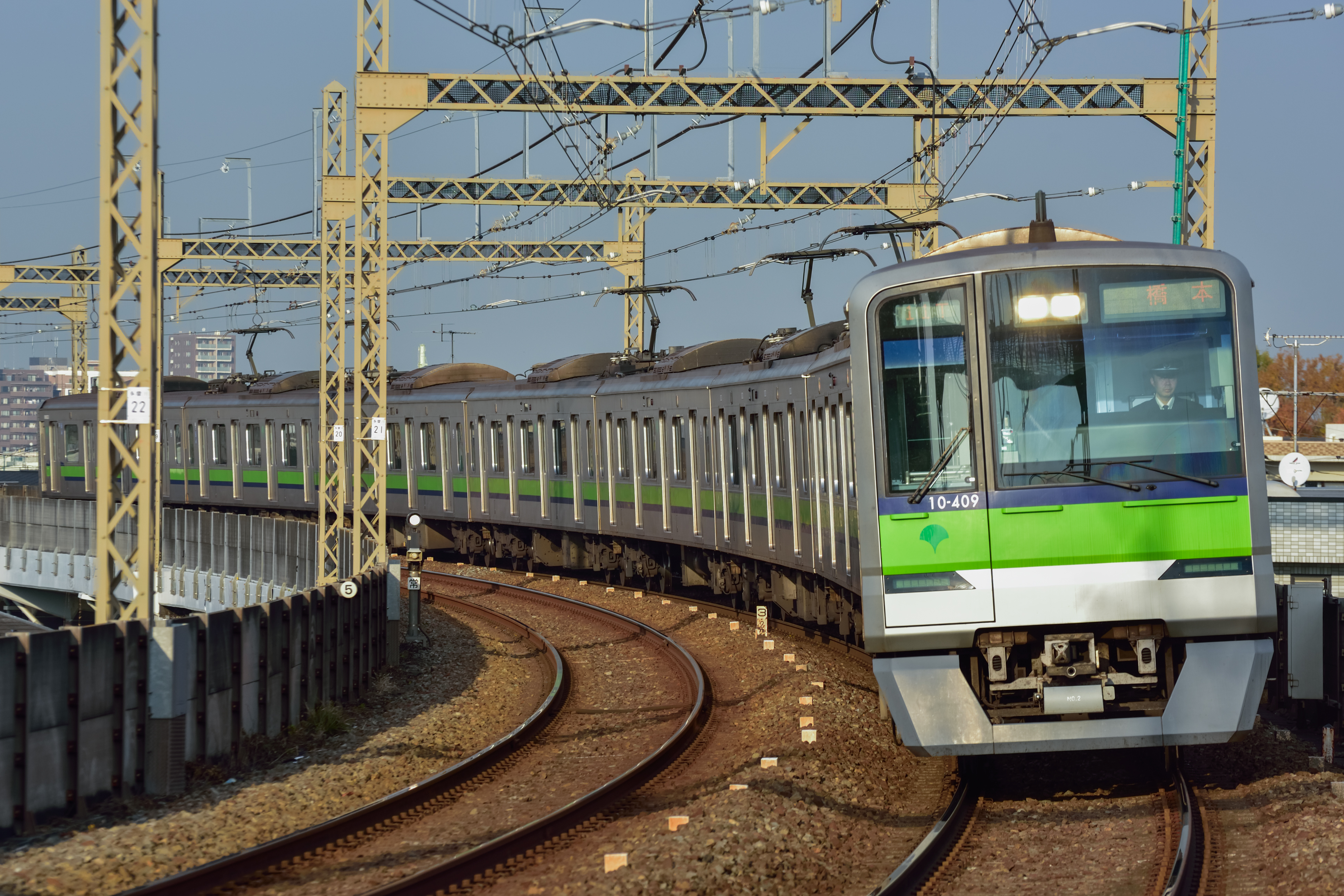
Электричка серии Toei 10-300